# أورجان جاقر
أورجان جاقر (بالتركية: Uğurcan Çakır)‏ (وُلد في 5 أبريل 1996 في أنطاليا، تركيا) لاعب كرة قدم تركي. يلعب حاليا كحارس مرمى لفريق طرابزون سبور في الدوري التركي الممتاز. 

## مسيرته الكروية

### الموسم 15/16
ظهر أورجان جاقر لأول مرة مع طرابزون سبور في خسارتهم أمام رابوتنيكي سكوبي في مراحل التأهل إلى الدوري الأوروبي. ثم لعب 3 مباريات في كأس تركيا. تمكن من الحفاظ على شباكة نظيفة لمباراتين. ثم عزز نفسه باعتباره الخيار الثاني على مقاعد البدلاء حتى يناير، لكنه لم يلعب أي مباراه في الدوري التركي الممتاز.

### موسم 16/17
فشل أورجان جاقر في لعب أي مباراه في أي مسابقات لـ طرابزون سبور ويرجع ذلك أساسًا إلى أدائه السيئ مع 1461 طرابزون العام الماضي، وكان فقط على مقاعد البدلاء لمباراتين من الدوري التركي الممتاز وأغلبية مباريات كأس تركيا.

### الموسم 17/18
أورجان جاقر لعب أول مباراة له مع طرابزون سبور في سن 21 سنة يوم 22 سبتمبر 2017 ضد Alyanspor نظرا لعدم قدرة إستيبان ألفارادو في اللعب بعد نهاية الشوط الأول، بعد اصابته، وخسر فريقة بعد التقدم 3-1 في الشوط الأول ليخسر 4-3 بعدما منح المنافس ضربتي جزاء. وأعجب المدير الحالي إرسون يانال، مما أدى به إلى لعب آخر 5 مباريات من موسم الدوري التركي الممتاز مع تلقي 12 هدفاً و 1 مباراة بشباك نظيفة، وسوف يستمر التطور.

### موسم 18/19
أعاد أورجان جاقر التأكيد على مكانته كحارس مرمى الثاني لـ طرابزون سبور، ولكن بعد انسحاب الحارس الأول أونور كيفراك في 16 يناير 2019، أصبح الخيار الأول، حيث لعب 18 مباراة في الدوري التركي الممتازالدوري التركي الممتاز تلقي 20 هدفًا ولديه شباكتان نظيفتان.

## روابط خارجية
- أورجان جاقر على موقع الاتحاد الدولي (مؤرشف)  (الإنجليزية)
- أورجان جاقر على موقع الاتحاد الأوربي (الإنجليزية)
- أورجان جاقر على موقع اتحاد تركيا (لاعب) (الإنجليزية)
- أورجان جاقر على موقع قاعدة بيانات كرة القدم.إي يو (الإنجليزية)
- أورجان جاقر على موقع ناشيونال فوتبول تيمز (الإنجليزية)
- أورجان جاقر على موقع Soccerway.com (الإنجليزية)
- أورجان جاقر على موقع عالم كرة القدم.نت (الإنجليزية)
- لمحة عن الاتحاد التركي لكرة القدم
- أورجان جاقر – سجل منافسات اليويفا
- أورجان جاقر على فرق كرة القدم الوطنية.كوم